# Калейдоскоп ужасов (телесериал)
«Калейдоскоп ужасов» (англ. Creepshow) — американский телесериал-антология в жанре ужасы, основанный на оригинальном фильме 1982 года. Премьера телесериала — 26 сентября 2019 года на Shudder.

## Синопсис
Жуткий призрак открывает сундук, где лежат комиксы со страшными рассказами. В двенадцати историях найдётся место оборотням, кровожадному пугалу, зомби, хитрому джинну, мстительным призракам и многим другим ужасным монстрам.

## Производство

### Создание
В июле 2018 года был анонсирован сериал «Калейдоскоп ужасов», который должен был продюсировать Грег Никотеро и транслировать сервис Shudder.
Позднее стало известно, что каждый эпизод сериала будет состоять из двух историй, а первый сезон будет включать в себя 6 серий. Кроме того, подписчики платформы Shudder с выходом каждой новой истории будут получать электронную версию комикса по её мотивам. Эпизоды будут основаны на рассказах писателей Стивена Кинга, Джо Хилла и Джо Ричарда Лансдейла.
В январе 2019 года было сообщено, что сценарист Мэтт Венн перепишет для сериала рассказ Джо Лансдейла под названием «Компаньон» («The Companion»). Сериал же откроет экранизация рассказа Кинга «Тот, кто хочет выжить».
В апреле стало известно, что Грег Никотеро срежиссирует эпизод по рассказу Стивена Кинга «Серая дрянь», а мастер по гриму Том Савини выступит режиссёром серии, основанной на рассказе Джо Хилла «У серебристых вод озера Шамплейн».
Благодаря высоким рейтингам и положительным отзывам сериал был продлён на второй сезон.

### Съёмки
Основные съёмки сериала начались в феврале 2019 года в Атланте, штат Джорджия.

## Обзор сезонов
| Сезон | Сезон | Эпизоды | Истории | Период показа на ТВ | Период показа на ТВ |
| Сезон | Сезон | Эпизоды | Истории | Премьера сезона     | Финал сезона        |
| ----- | ----- | ------- | ------- | ------------------- | ------------------- |
|       | 1     | 6       | 12      | 26 сентября 2019    | 31 октября 2019     |
|       | СП    | 2       | 3       | 30 октября 2020     | 18 декабря 2020     |
|       | 2     | 5       | 9       | 1 апреля 2021       | 29 апреля 2021      |
|       | 3     | 6       | 12      | 23 сентября 2021    | 28 октября 2021     |
|       | 4     | 6       | 12      | 13 октября 2023     | 13 октября 2023     |

## Эпизоды

### Сезон 1 (2019)
| № общий | № в сезоне | Название                                                                                          | Режиссёр                                                               | Автор сценария | Дата премьеры    |
| --- | ---------- | ------------------------------------------------------------------------------------------------- | ---------------------------------------------------------------------- | --- | ---------------- |
| 1 | 1          | «Серое вещество» «Дом головы» «Gray Matter» «The House of the Head»                               | Серое вещество: Грег Никотеро Дом головы: Джон Харрисон                | Серое вещество: Сюжет : Стивен Кинг Телесценарий : Байрон Уиллингер и Филип де Бласи Дом головы: Джош Малерман                                                                            | 26 сентября 2019 |
| Серое вещество: Овдовевший и лишившийся работы отец мальчика деградирует, спивается и однажды превращается в жуткое чудовище. В ролях: Эдриенн Барбо — Дикси, Джанкарло Эспозито — Док, Кристофер Нэйтан — Тимми, Тобин Белл — Шеф, Джесси Бойд — Риччи, Энди Раск — Серое вещество. Дом головы: В игрушечном домике маленькой девочки появляется отрезанная голова, которая начинает убивать всех кукол, а затем перемещается в реальный мир. В ролях: Кейли Флеминг — Иви, Рэйчел Хендрикс — Марша, Дэвид Ше — Рэнди, Гай Мессенджер — мистер Огман, Дайан Д Картер — продавец. |            |                                                                                                   |                                                                        | |                  |
| 2 | 2          | «Плохие волки» «Палец» «Bad Wolf Down» «The Finger»                                               | Плохой волк: Роб Шраб Палец: Грег Никотеро                             | Плохой волк: Роб Шраб Палец: Дэвид Дж. Шоу | 3 октября 2019   |
| Плохой волк: Группа американских солдат, скрываясь от нацистов в Нормандии, прячется в здании бывшего полицейского управления, где обнаруживает запертую в клетке женщину-оборотня. В ролях: Дэвид Макдональд — капитан Тэлби, Каллэн Уилсон — рядовой Ривер, Кид Кади — Док Кесслер, Нельсон Бонилья — сержант Квист, Джеффри Комбс — оберштурмфюрер Рейнхард, Кейт Фройнд — женщина в белом. Палец: Одинокий шизофреник-неудачник случайно находит на улице уродливый палец, из которого вырастает кровожадный монстр по имени Боб, убивающий всех его врагов, включая оставившую его жену Саманту, приёмных детей и даже надоевшую хозяину сотрудницу колл-центра В ролях: Ди Джей Куоллс — Кларк Уилсон, Энтуан Миллс — детектив Мозли. Джэйк Гарбер — водитель грузовика, Джино Крогнейл — детектив Уолш, Майкл Хэррити — Уорден Канерман. |            |                                                                                                   |                                                                        | |                  |
| 3 | 3          | «Канун Хэллоуина» «Человек в чемодане» «All Hallows Eve» «The Man in the Suitcase»                | Канун Хэллоуина: Джон Харрисон Человек в чемодане: Дэвид Брукнер       | Канун Хэллоуина: Брюс Джонс Человек в чемодане: Кристофер Бюльман | 10 октября 2019  |
| Канун Хэллоуина: Группа подростков ходит по домам в Хеллоуин, но выпрашивают они у обывателей отнюдь не сладости. Поскольку являются мертвецами, восставшими из могил. В ролях: Коннор Кристи — Пити, Мэдисон Томпсон — Джилл, Ясун Джаббар Вардлоу мл. — Бинки, Эндрю Икл — Бобби, Майкл Мэй — Эдди, Джулия Дентон — миссис Коллинс, Скотт Джонсон — мистер Коллинс, Том Олсон — мистер Ботнер, Эрика Френ — миссис Хэтуэй. Человек в чемодане: Студент-неудачник случайно находит в своём чемодане, подменённом в аэропорту, загадочного человека с Востока, способного создавать золотые монеты после причинения ему физической боли. В ролях: Уилл Киндрачук — Джастин, Мэдисон Бэйли — Карла, Рави Найду — Человек, Big Boi — владелец ломбарда, Йен Грегг — Алекс, Насим Боулус — Гритер, Кэри Джонс — Джинн.                             |            |                                                                                                   |                                                                        | |                  |
| 4 | 4          | «Компаньон» «Лучшая половина Лидии Лэйн» «The Companion» «Lydia Layne’s Better Half»              | Компаньон: Дэвид Брукнер Лучшая половина Лидии Лэйн: Роксанна Бенжамин | Компаньон: Сюжет : Джо Р. Лансдэйл, Кейси Лансдэйл и Кит Лэнсдейл Телесценарий : Мэтт Венн Лучшая половина Лидии Лэйн: Сюжет : Джон Харрисон и Грег Никотеро Телесценарий : Джон Харрисон | 17 октября 2019  |
| Компаньон: Мальчик, скрываясь от брата-садиста, забредает в заброшенный дом, в котором обитает ожившее пугало. В ролях: Логан Аллен — Гарольд , Дилан Гейдж — Смитти, Вольтер Колин Консил — Билли, Афемо Омилами — Бреннер, Эддисон Херши — Сьюзи. Кэри Джонс — Пугало. Лучшая половина Лидии Лэйн: Женщина случайно убивает свою любовницу и пытается избавиться от её тела. В ролях: Триша Хелфер — Лидия Лэйн, Майкл Скьялабба — Том Хардинг, Даниэль Лин — Селия, Джордан Патрик — Кевин, Деннис Болдин — спасатель №1, Дэвид Уайз — спасатель №2. |            |                                                                                                   |                                                                        | |                  |
| 5 | 5          | «Ночь лапы» «Трудные времена в Маски Холлере» «Night of the Paw» «Times is Tough in Musky Holler» | Джон Харрисон                                                          | Ночь лапы: Джон Льюис Эспозито Трудные времена в Маски Холлере: Сюжет : Джон Скипп и Дори Миллер Телесценарий : Джон Скипп и Дори Миллер                                                  | 24 октября 2019  |
| Ночь лапы: В руки владельца похоронного агентства попадает волшебная обезьянья лапа, способная исполнять желания. В ролях: Брюс Дэвисон — Эвери Уитлок, Ханна Бэйрфут — Анджела, Сюзанна Деверо — Марджори, Грэйс Тозо — зомби Марджори, Райан Клэй — муж Анджелы. Трудные времена в Маски Холлере: Жестокий городской мэр со своей командой получают по заслугам. В ролях: Дэйн Родс — Лэстер М Баркли, Карен Страссман — Леслианн Дауд. Дэвид Аркетт — шериф Деке, Томми Кейн — Дон Помэйд, Трэйси Боннер — Лотти, Кермит Ролисон — Пастор Райан, Конор Хэммонд — Эзра, Джэйк Гарбер — зомби №1, Джино Крогнейл — зомби №2. |            |                                                                                                   |                                                                        | |                  |
| 6 | 6          | «У воды озера Шамплейн» «Пиявки» «By the Silver Water of Lake Champlain» «Skincrawlers»           | У воды озера Шамплейн: Том Савини Пиявки: Роксанна Бенжамин            | У воды озера Шамплейн: Сюжет : Джо Хилл Телесценарий : Джейсон Сиарамелла Пиявки: Пол Дини и Стивен Лангфорд                                                                              | 31 октября 2019  |
| У воды озера Шамплейн: Среди местных жителей ходит легенда о доисторическом чудовище, обитающем в водах местного озера. В ролях: Мелисса Сент-Аманд — Дэбби, Чад Коллинз — доктор Слоан, Дэна Гулд — Генри Куэйл, Хина Кхан — Келли, Джейсон Грэхэм — Рэнди, Дэрин Тондер — профессор Джим Скотт, Джэйк Гарбер — кукловод, Джино Крогнейл — кукловод, Энди Раск — координатор трюков. Пиявки: Исследователи открывают неизвестный ранее науке вид пиявок, которые способны в короткий срок излечить людей от ожирения. В ролях: Сидней Уиз — Роуз, Коннор Джонс — Томас, Дэвид Александер Каплан — Джозеф, Джеймс Девоти — Чет, Джина Шоу — Ли. |            |                                                                                                   |                                                                        | |                  |

### Специальный сезон (2020)
| № общий | № в сезоне | Название | Режиссёр      | Автор сценария | Дата премьеры   |
| --- | ---------- | --- | ------------- | --- | --------------- |
| — | 1          | «Тот, кто хочет выжить» «Твитить из Цирка Смерти» «Survivor Type» «Twitterings from the Circus of the Dead» | Грег Никотеро | Тот, кто хочет выжить: Сюжет : Стивен Кинг Телесценарий : Грег Никотеро Твитить из Цирка Смерти: Сюжет : Джо Хилл Телесценарий : Мелани Дэйл | 30 октября 2020 |
| Тот, кто хочет выжить: Хирург Ричард Пайн Пинцетти потерпел кораблекрушение и был выброшен на одинокий пустынный остров в Тихом океане. В ролях: Кифер Сазерленд — Ричард Пайн Пинцетти. Твитить из Цирка Смерти: История очередного нашествия зомби в твитах героини, которая случайно посетила загадочный «Цирк смерти». В ролях: Джоуи Кинг — Блейк. |            | |               | |                 |
| — | 2          | «Анонимные оборотни» «Shapeshifters Anonymous»                                                              | Грег Никотеро | Сюжет : Дж. А. Конрат Телесценарий : Грег Никотеро                                                                                           | 18 декабря 2020 |
| Встревоженный мужчина, опасаясь, что он убийца, ищет ответы в необычной группе поддержки. В ролях: Адам Палли — встревоженный мужчина. |            | |               | |                 |

### Сезон 2 (2021)
| № общий | № в сезоне | Название                                                                                                 | Режиссёр                                                         | Автор сценария                                                                                  | Дата премьеры  |
| --- | ---------- | --- | ---------------------------------------------------------------- | ----------------------------------------------------------------------------------------------- | -------------- |
| 7 | 1          | «Мальчик с фигурками» «Некоммерческое телевидение мертвецов» «Model Kid» «Public Television Of The Dead» | Грег Никотеро                                                    | Мальчик с фигурками: Джон Эспозито Некоммерческое телевидение мертвецов: Роб Шраб               | 1 апреля 2021  |
| Мальчик с фигурками: В 1972 году Джо Аврора (Брок Дункан), 12-летний мальчик, над которым издеваются за то, что он одержим монстрами и классическими фильмами ужасов, покупает новую модель, известную как «Жертва» и использует её, чтобы его дядя получил заслуженную награду. В ролях: Брок Дункан — Джо Аврора, Тайнер Рашинг — Джун, Яна Аллен — тётя Барб, Кевин Диллон — дядя Кевин. Некоммерческое телевидение мертвецов: Во время съемок эпизода «Поездки оценщика» ведущий Гудман Таперт приветствует Теда Рэйми, принёсшего на оценку Некрономикон, предполагаемую семейную реликвию. Гудман открывает книгу и произносит вслух древние заклинания и превращает Теда в мертвеца. Демонические силы, запечатанные в книге, неистовствуют по всей студии, убивая сотрудников. В ролях: Мариса Хэмптон — Клаудия Абертман, Марк Эшворт — Норм Робертс, Тодд Алан Даркин — Джордж, Коли Канпани — миссис Книженция, Питер Лик — Гудман Таперт, Тед Рэйми — режиссёр Тед Рейми. |            | |                                                                  |                                                                                                 |                |
| 8 | 2          | «Отель убийств» «Пестицид» «Dead and Breakfast» «Pesticide»                                              | Отель убийств: Аксель Кэролин Пестицид: Грег Никотеро            | Отель убийств: Майкл Руссле и Эрик Сандовал Пестицид: Фрэнк Дитц                                | 7 апреля 2021  |
| Отель убийств: Памела и Сэмюэл Спинстеры, внуки печально известной серийной убийцы «Старой девы», унаследовали похожий на лабиринт пансионат, который их бабушка содержалаа в 1939 году, и убитвала любого, кто нарушал правила. Они решают превратить дом в отель типа Bed and breakfast на тему убийств. В ролях: Эли Лартер — Памела Спинстер, Си Томас Хауэлл — Сэмюэл Спинстер, Иман Бенсон — Морг. Пестицид: Харлан Кинг - беспринципный истребитель, который утверждает, что может уничтожить любых вредителей. Он по вызову приезжает на заброшенную фабрику, где его встречает мистер Мёрдок, таинственный предприниматель, который планирует снести фабрику и построить на ней многоэтвжный дом. Мердок говорит Кингу, что вредители, которых он дорлжен уничтожить, это бездомных, живущие на территории фабрики. В ролях: Джош Макдермитт — Харлан Кинг, Кит Дэвид — мистер Мёрдок.                                                                                       |            | |                                                                  |                                                                                                 |                |
| 9 | 3          | «Космический снафф» «Вражда брата и сестры» «The Right Snuff» «Sibling Rivalry»                          | Космический снафф: Джо Линч Вражда брата и сестры: Расти Кандифф | Космический снафф: Пол Дини, Стивен Лангфорд и Грег Никотеро Вражда брата и сестры: Мелани Дэйл | 14 апреля 2021 |
| Космический снафф: Капитан Алекс Туми и майор Тед Локвуд - пара астронавтов, тестируют экспериментальную машину для манипулирования гравитацией на борту космического корабля «Ocula». Алекс, который завидует тому, что Тед считается мозгом проекта и постоянно живет в тени своего отца, первого человека на Марсе, начинает слышать странные голоса и шумы на борту корабля. В ролях: Райан Квонтен — капитан Алекс Туми, Брекин Мейер — майор Тед Локвуд. Вражда брата и сестры: Рассеянная первокурсница средней школы Манчестера Лола Пирс, считает, что ее брат Эндрю пытается убить ее. Она отчаянно пытается объяснить это школьному консультанту миссис Портер, рассказывая длинную и запутанную историю о том, как он якобы отравил ее обед, исследовал в Интернете средневековое оружие и связал ее в подвале. В ролях: Мэдди Николс — Лола Пирс, Эндрю Бродер — Эндрю Пирс, Молли Рингуолд — миссис Портер.                                                             |            | |                                                                  |                                                                                                 |                |
| 10 | 4          | «Крики в трубах» «В стенах безумия» «Pipe Screams» «Within the Walls of Madness»                         | Крики в трубах: Джо Линч В стенах безумия : Джон Харрисон        | Крики в трубах: Дэниэл Краус В стенах безумия : Джон Эспозито и Грег Никотеро                   | 21 апреля 2021 |
| Крики в трубах: Виктория Смут, расистка и высокомерная хозяйка трущоб, нанимает сантехника Линуса Карратерса (Эрик Эдельштейн) для проверки водопровода в заброшенном здании. В ролях: Барбара Крэмптон — Виктория Смут, Эрик Эдельштейн — Линус Карратерс. В стенах безумия : Аспирант Зеллер описывает адвокату Таре Картрайт (Бриттани Л. Смит) ряд обстоятельств, которые привели к его аресту. Зеллер работал в военном исследовательском центре в Антарктиде, где он был свидетелем того, как монстр с щупальцами вышел из червоточины в стене и убил его сокурсника Мэллори. В ролях: Дрю Мэтьюз — Зеллер, Бриттани Л. Смит — Тара Картрайт, Брук Батлер — Мэллори, Дениз Кросби — доктор Тролленберг. |            | |                                                                  |                                                                                                 |                |
| 11 | 5          | «Позднее шоу живых мертвецов» «Night of the Living Late Show»                                            | Грег Никотеро                                                    | Дэна Гулд                                                                                       | 28 апреля 2021 |
| Саймон Шерман, изобретатель, находящийся в непростом браке со своей богатой женой Рене, создаёт уникальную машину виртуальной реальности, оснащенную сотнями камер, которая действует как домашний кинотеатр, позволяя людям погрузиться и взаимодействовать с любым фильмом. Он использует машину, чтобы избежать своего непростого брака, регулярно снимаясь в своем любимом фильме «Поезд страха». В ролях: Джастин Лонг — Саймон Шерман, Д’Арси Карден — Рене Шерман, Ханна Файрман — графиня Петровская. |            | |                                                                  |                                                                                                 |                |

### Сезон 3 (2021)
| № общий | № в сезоне | Название                                                                            | Режиссёр                                                                    | Автор сценария | Дата премьеры    |
| --- | ---------- | ----------------------------------------------------------------------------------- | --------------------------------------------------------------------------- | --- | ---------------- |
| 12 | 1          | «Мамины хризантемы» «Пчелиная матка» «Mums» «Queen Bee»                             | Мамины хризантемы: Расти Кандифф Пчелиная матка: Грег Никотеро              | Мамины хризантемы: Сюжет : Джо Хилл Телесценарий : Грег Никотеро и Дэвид Дж. Шоу Пчелиная матка: Эрик Сандовал и Майкл Руссле     | 23 сентября 2021 |
| Мамины хризантемы: Когда у Джека отнимают его мать, все, что ему остается от нее — садик возле дома. И вскоре растения в нем начинают преподносить герою кошмарные сюрпризы... В ролях: Брейден Бенсон — Джэк, Эрин Бойт — Блум, Итан Эмбри — Хэнк, Мэлоун Томас — Бет, Лори Браун — Коннор. Пчелиная матка: Когда три подростка наконец-то исполняют свою мечту и знакомятся с любимой певицей, внезапно раскрывается, что в реальности их кумир представляет из себя совсем не то, что они ожидали увидеть. В ролях: Оливия Хоуторн — Тринси, Ханна Кеппл — Дебора, Нико Гомес — Карлос, Кэилинн Харрис — Реджина, Моника Луверенс — мать Деборы, Брайс Энтони Шепперсон — охраник. |            |                                                                                     |                                                                             | |                  |
| 13 | 2          | «Скелеты в шкафу» «Фамильяр» «Skeletons in the Closet» «Familiar»                   | Скелеты в шкафу: Грег Никотеро Фамильяр: Джо Линч                           | Скелеты в шкафу: Джон Эспозито Фамильяр: Джош Малерман                                                                            | 30 сентября 2021 |
| Скелеты в шкафу: Большой любитель кино открывает музей реквизита, который использовался на съёмках культовых лет. Конкурирующий коллекционер может поставить весь его бизнес под угрозу. В ролях: Виктор Ривера — Лампини, Джеймс Ремар — Бейтман, Валери ЛеБланк — Даниэль, Лукас Годфри — Бёрк. Фамильяр: Джексона преследует некая загадочная темная сила, от которой он безуспешно стремится избавиться. В ролях: Кинг Бах — Джексон, Ханна Файрман — Фаун, Кит Артур Болден — Бун. |            |                                                                                     |                                                                             | |                  |
| 14 | 3          | «Последняя работа Цубурайи» «Ладно, укушу» «The Last Tsuburaya» «Okay, I’ll Bite»   | Последняя работа Цубурайи: Джеффри Ф. Дженьюэри Ладно, укушу: Джон Харрисон | Последняя работа Цубурайи: Пол Дини и Стивен Лангфорд Ладно, укушу: Джон Харрисон                                                 | 7 октября 2021   |
| Последняя работа Цубурайи: История про известного и богатого коллекционера произведений искусства. В ролях: Джозеф Стивен Янг — Исидо Цубурая, Джина Хираидзуми — Маи Сато, Джо Андо Хирш — Бобби Танака, Брэндон Куинн — Уэйд Круз. Ладно, укушу: Престарелый заключенный Элмер решает завести себе необычного домашнего питомца, пока отбывает срок. Впоследствии он неожиданно становится владельцем паучьей фермы. В ролях: Ник Массу — Элмер Стрик, Тони ДеМилл — "Поляк Фрэнк" Ковальски, Джексон Билс — Батчер "Койка" Дилл, Гленн Маджи — Уиллис, Ник Старр — надзиратель. |            |                                                                                     |                                                                             | |                  |
| 15 | 4          | «Странные песни» «Чтец» «Stranger Sings» «Meter Reader»                             | Странные песни: Аксель Кэролин Чтец: Джо Линч                               | Странные песни: Джордана Аркин Чтец: Джон Эспозито                                                                                | 14 октября 2021  |
| Странные песни: Загадочная сирена заманивает доктора в свою ловушку в надежде, что тот осуществит ее план. В ролях: Крис Майерс — Барри, Сьюхила Эль-Аттар — Сара, Кадианне Уайт — Миранда. Чтец: Девушка начинает борьбу с демонической чумой, когда понимает, что ее семья может быть заражена. В ролях: Джонатон Шек — Далтон, Саманта Уорфен — миссис Джонс, Рэган Хиггинс — Мёрси, Синтия Эванс — Мария, Бостон Пирс — Майки, Эбигейл Долан — Тереза. |            |                                                                                     |                                                                             | |                  |
| 16 | 5          | «Время вышло» «Призраки прошлого Оуквуда» «Time Out» «The Things in Oakwood's Past» | Время вышло: Джеффри Ф. Донован Призраки прошлого Оуквуда: Грег Никотеро    | Время вышло: Баррингтон Смит и Пол Ситачитт Призраки прошлого Оуквуда: Грег Никотеро и Дэниэл Краус                               | 21 октября 2021  |
| Время вышло: Амбициозный Тим мечтает, чтобы в его сутках было больше часов, чтобы успевать сделать все то, что он запланировал. В ролях: Грант Фили (5 лет), Мэттью Барнс (молодой), Гарет Зеннер (старый) — Тим, Шеннон Юбанкс — Кэтрин, Джибре Хорджес — Саул, Девон Хейлс — Лорэн, Эмерсон Беннетт (5 лет), Дэвид Александр Каплан (9 лет) — Генри. Призраки прошлого Оуквуда: Жители города откапывают капсулу времени, которая хранит страшную тайну. В ролях: Фаина Санчес — Сериз, Энди Дэйли — Кларк «Мёрф» Мёрфи, Рон Ливингстон — Мак, аина Санчес — Кармелла, Даниэль Харрис — Марни Райтсон, Марк Хэмилл — мэр Райтсон, Энди Дэйли — помощник шерифа Антон.               |            |                                                                                     |                                                                             | |                  |
| 17 | 6          | «Наркотрафик» «Мертвая девочка по имени Сью» «Drug Traffic» «A Dead Girl Named Sue» | Наркотрафик: Грег Никотеро Мертвая девочка по имени Сью: Джон Харрисон      | Наркотрафик: Сюжет : Мэтти До и Кристофер Ларсен Телесценарий : Кристофер Ларсен Мертвая девочка по имени Сью: Хезер Энн Кэмпбелл | 28 октября 2021  |
| Наркотрафик: Когда на границе женщину задерживают за перевоз запрещённых лекарств, состояние её дочери начинает ухудшаться. В ролях: Рейд Скотт — Эван Миллер, Майкл Рукер — офицер Бо, Мэй Дэлейп — мать Мэй, Сара Джон — Мэй. Мертвая девочка по имени Сью: Когда мертвые восстают из могил, горожане берут правосудие в свои руки. В ролях: Кристиан Гонсалес — шеф полиции Фостер, Джошуа Микель — Клайвен Риджвей. |            |                                                                                     |                                                                             | |                  |

### Сезон 4 (2023)
| № общий | № в сезоне | Название | Режиссёр                                                                      | Автор сценария | Дата премьеры   |
| ------- | ---------- | --- | ----------------------------------------------------------------------------- | --- | --------------- |
| 18      | 1          | «Двадцать минут с Кассандрой» «Улыбочку» «Twenty Minutes with Cassandra» «Smile»                              | Двадцать минут с Кассандрой: Грег Никотеро Улыбочку: Джон Харрисон            | Двадцать минут с Кассандрой: Джеймс Флэнеган Улыбочку: Майк Сканнелл                                                                  | 13 октября 2023 |
| 19      | 2          | «Шляпа» «Переживание травмы» «The Hat» «Grieving Process»                                                     | Кэйли Спирс и Сэм Спирс                                                       | Шляпа: Байрон Уиллингер и Филип де Бласи Переживание травмы: Сюжет : Майк Д. МакКарти Телесценарий : Майк Д. МакКарти и Джон Эспозито | 13 октября 2023 |
| 20      | 3          | «Смертельная ловушка для родителей» «В гости к бабушке» «The Parent Deathtrap» «To Grandmother's House We Go» | Смертельная ловушка для родителей: П.Дж. Пеше В гости к бабушке: Джастин Дайк | Смертельная ловушка для родителей: Эрик Сандовал и Майкл Руссле В гости к бабушке: Уильям Батлер                                      | 13 октября 2023 |
| 21      | 4          | «Знакомьтесь, Беласкосы» «Чит-код» «Meet the Belaskos» «Cheat Code»                                           | Знакомьтесь, Беласкосы: Джон Эспозито Чит-код: Джастин Дайк                   | Знакомьтесь, Беласкосы: Джон Эспозито Чит-код: Клэр Карре и Чарльз Спано                                                              | 13 октября 2023 |
| 22      | 5          | «Что-то одолженное, что-то голубое» «Каракули» «Something Burrowed, Something Blue» «Doodles»                 | Что-то одолженное, что-то голубое: Джон Эспозито Каракули: П.Дж. Пеше         | Что-то одолженное, что-то голубое: Тодд Спенс и Зак Уайт Каракули: Зак Уайт и Тодд Спенс                                              | 13 октября 2023 |
| 23      | 6          | «Джордж Ромэро в 3-D!» «Молочные зубки» «George Romero in 3-D!» «Baby Teeth»                                  | Джордж Ромэро в 3-D!: Грег Никотеро Молочные зубки: Джон Харрисон             | Джордж Ромэро в 3-D!: Тодд Спенс и Зак Уайт Молочные зубки: Мелани Дэйл                                                               | 13 октября 2023 |